# Выборы губернатора Калининградской области (2015)
Выборы губернатора Калининградской области состоялись в Калининградской области 13 сентября 2015 года в единый день голосования.
На 1 января 2015 года в Калининградской области было зарегистрировано 774 022 избирателей (из которых 367 097 в Калининграде). Выборы могли быть признаны состоявшимися при любой явке, так как порог явки не был установлен.

## Ключевые даты
- 11 июня Калининградская областная дума назначила выборы на единственно возможную дату — 13 сентября 2015 года (единый день голосования)
  - тогда же — опубликован расчёт числа подписей, необходимых для регистрации кандидата
- 14 июня решение о назначении выборов опубликовано — официально началась избирательная кампания[2]
  - следующие 20 дней, до 4 июля — период выдвижения кандидатов
  - агитационный период начинается со дня выдвижения кандидата и прекращается за одни сутки до дня голосования
- с 14 до 24 июля 2015 год — регистрация заявлений кандидатов в избирательной комиссии. К заявлениям должны прилагаться листы с подписями муниципальных депутатов.
- 3-4 августа — публикация списка зарегистрированных кандидатов
- с 15 августа по 11 сентября — период агитации в СМИ
- со 2 по 12 сентября — период досрочного голосования
- 12 сентября — день тишины
- 13 сентября — день голосования

## Выдвижение и регистрации кандидатов

### Право выдвижения
Губернатором может быть избран гражданин Российской Федерации, достигший возраста 30 лет. Одно и то же лицо не может занимать должность губернатора более двух сроков подряд.
В Калининградской области кандидаты выдвигаются только политическими партиями, имеющими в соответствии с федеральными законами право участвовать в выборах. Самовыдвижение не допускается.
У кандидата не должно быть гражданства иностранного государства либо вида на жительство в какой-либо иной стране.

### Муниципальный фильтр
1 июня 2012 года вступил в силу закон, вернувший прямые выборы глав субъектов Российской Федерации. Однако был введён так называемый муниципальный фильтр. Всем кандидатам на должность главы субъекта РФ (как выдвигаемых партиями, так и самовыдвиженцам), согласно закону, требуется собрать в свою поддержку от 5 % до 10 % подписей от общего числа муниципальных депутатов и избранных на выборах глав муниципальных образований, в числе которых должно быть от 5 до 10 депутатов представительных органов муниципальных районов и городских округов и избранных на выборах глав муниципальных районов и городских округов. Муниципальным депутатам представлено право поддержать только одного кандидата.
В Калининградской области кандидаты должны собрать подписи 8 % муниципальных депутатов и глав муниципальных образований. Среди них должны быть подписи депутатов районных и городских советов и (или) глав районов и городских округов в количестве 8 % от их общего числа. Кроме того, кандидат должен получить подписи не менее чем в трёх четвертях районов и городских округов, то есть в 17 из 22.
11 июня Калининградская областная дума назначила выборы на 13 сентября 2015 года и определила порядок прохождения кандидатами в губернаторы так называемого «муниципального фильтра». Так каждый кандидат должен собрать не менее 65 подписей депутатов либо глав муниципальных образований, среди которых не менее 30 подписей депутатов либо глав районов и городских округов. Подписи нужно получить не менее чем в 17 муниципальных районах и городских округах (3/4 от всех).

### Кандидаты в Совет Федерации
С декабря 2012 года действует новый порядок формирования Совета Федерации. Так каждый кандидат на должность губернатора при регистрации должен представить список из трёх человек, первый из которых, в случае избрания кандидата, станет сенатором в Совете Федерации от правительства региона.

## Кандидаты
Кандидатов на выборах губернатора выдвинули 8 партий, зарегистрировано было 5 кандидатов.
| Кандидат              | Должность (на момент выдвижения)                                                                                     | Партия                       | Статус                                                             | Кандидаты в Совет Федерации                             |
| --------------------- | --- | ---------------------------- | ------------------------------------------------------------------ | ------------------------------------------------------- |
| Владимир Вуколов      | пенсионер | Партия пенсионеров           | зарегистрирован                                                    | Олег Васенин Олег Коншин Александр Цирко                |
| Сергей Журавский      | председатель совета Общероссийского общественного движения «Реформы — новый курс»                                    | Родина                       | отказано в регистрации, кандидат не преодолел муниципальный фильтр | —                                                       |
| Александр Иванов      | генеральный директор ООО «Европейский Центр Сотрудничества»                                                          | Российский общенародный союз | отказано в регистрации, кандидат не преодолел муниципальный фильтр | —                                                       |
| Игорь Ревин           | депутат Государственной Думы, первый секретарь Комитета Калининградского областного отделения партии                 | КПРФ                         | зарегистрирован                                                    | Сергей Рузметов Виталий Садков Олег Егорин              |
| Александр Старовойтов | депутат Государственной Думы, заместитель председателя Комитета Государственной Думы по транспорту                   | ЛДПР                         | зарегистрирован                                                    | Александр Ветошкин Владимир Конин Андрей Рогачёв        |
| Михаил Трушко         | советник генерального директора по экономике и финансам ЗАО «ЭнергоПроект» (город Санкт-Петербург)                   | Правое дело                  | отказано в регистрации, кандидат не преодолел муниципальный фильтр | —                                                       |
| Павел Фёдоров         | депутат Калининградской областной думы, заместитель председателя постоянного комитета по бюджету, налогам и финансам | Справедливая Россия          | зарегистрирован                                                    | Георгий Топазлы Абдурашид Яфасов Нелли Ямщикова         |
| Николай Цуканов       | губернатор Калининградской области                                                                                   | Единая Россия                | зарегистрирован                                                    | Владимир Якунин Павел Кретов Олег Ткач Александр Ярошук |

Кандидаты Сергей Журавский («Родина»), Михаил Трушко («Правое дело») и Александр Иванов («Российский общенародный союз») не представили до 24 июля в областную избирательную комиссию подписи муниципальных глав и депутатов. В итоге 31 июля им было отказано в регистрации.

## Прогнозы и аналитика
| Опрос                         | Цуканов | Старовойтов | Ревин | Фёдоров | Вуколов | Явка | Испортят бюллетень | Затруднились ответить | Погрешность |
| ----------------------------- | ------- | ----------- | ----- | ------- | ------- | ---- | ------------------ | --------------------- | ----------- |
| КСЦ, 28 мая — 8 июня 2015     | 56,2 %  | 1,8 %       | 0,7 % | 0,5 %   | 0,5 %   | 43 % | 0,9 %              | 35 %                  | -           |
| КСЦ, 27 июля — 8 августа 2015 | 63,1 %  | 1,2 %       | 4,2 % | 2,5 %   | 0,5 %   | 40 % | -                  | 28,5 %                | -           |

## Итоги выборов
| Место                       | Место                       | Кандидат                    | Партия                      | Голосов | %       |
| --------------------------- | --------------------------- | --------------------------- | --------------------------- | ------- | ------- |
|                             | 1.                          | Николай Цуканов             | Единая Россия               | 218 652 | 70,41 % |
|                             | 2.                          | Игорь Ревин                 | КПРФ                        | 31 729  | 10,22 % |
|                             | 3.                          | Александр Старовойтов       | ЛДПР                        | 24 374  | 7,85 %  |
|                             | 4.                          | Павел Фёдоров               | Справедливая Россия         | 21 329  | 6,87 %  |
|                             | 5.                          | Владимир Вуколов            | Партия пенсионеров          | 7171    | 2,31 %  |
| Недействительных бюллетеней | Недействительных бюллетеней | Недействительных бюллетеней | Недействительных бюллетеней | 7272    | 2,34 %  |
| Всего                       | Всего                       | Всего                       | Всего                       | 310 527 | 100 %   |
|                             |                             |                             |                             |         |         |
| Действительных бюллетеней   | Действительных бюллетеней   | Действительных бюллетеней   | Действительных бюллетеней   | 303 255 | 97,66 % |
| Явка                        | Явка                        | Явка                        | Явка                        | 310 527 | 39,47 % |
| Общее число избирателей     | Общее число избирателей     | Общее число избирателей     | Общее число избирателей     | 786 650 |         |